# Love Unlimited
„Love Unlimited“ („Любов без граници“) е поп песен, изпълнявана от Софи Маринова, която участва от името на България на Песенния конкурс на Евровизия през 2012 г.
Текстът на песента е на Дони Василева, а музиката и аранжиментът са дело на Ясен Козев, Крум Георгиев и диджей Роско. Софи Маринова държи версия на песента в телефона си 6-7 месеца преди да ѝ хрумне да я прати на Евровизия. Песента съдържа израза „Обичам те“ на дванадесет езика.

## Текст
Текстът на песента говори за това, че песента, болката и любовта „няма(т) граница, език и цвят“ и са еднакви за всички. Двата куплета са изцяло на български, но припевът и завършекът на песента съдържат десет версии на израза „Обичам те“ на общо дванадесет езика:
1. Seviyorum seni – турски
2. σ'αγαπάω πολύ /сагапа̀о полѝ/ („обичам те много“) – гръцки
3. Yo te quiero a ti („аз обичам теб“) – испански
4. Volim te/Волим те – сръбски, хърватски и босненски (виж сърбохърватски език)
5. Теб обичам – български
6. But dehav tut mange („много те обичам за мене“) – ромски
7. Voglio bene a te – италиански
8. Mən səni sevirəm – азерски (езикът на домакините на Евровизия 2012)
9. Je t’aime – френски
10. I love you so much („обичам те толкова много“) – израз на английски, с който песента завършва

Други чуждоезични изрази в припева са обръщенията يا حَبيبي /я хабиби/ и mon chéri, съответно „любими мой“ на арабски и „скъпи мой“ на френски език.

## Национални финали
На 14 януари 2012 г., на полуфинала на конкурса за избор на песен, която да представи България на международния конкурс – „Българската песен в Евровизия“, Софи Маринова и песента ѝ заемат второто място при зрителите (и пето по брой точки при журито) с 2162 SMS-а и 93 т. от журито, след Деси Слава (DESS) с песента Love Is Alive, която е обявена като първи избор едновременно и на публиката и на журито, с 2396 SMS-а и 148 т. от журито. На финала на 29 февруари обаче, Софи Маринова заема първо място по брой получени SMS-и и е трета при журито, докато Десислава е втора при зрителите и не влиза в челната тройка на журито. Група New 5 на финала е на трето място при зрителите и първа при журито, но при равен резултат предимство взима изборът на зрителите – в случая песента на Софи Маринова.

## На Евровизия
В международната фаза на конкурса на Евровизия, „Love Unlimited“ участва на втория полуфинал и за малко се разминава с класиране на финала, като се класира на 11 място при равен брой точки с десетата, норвежката песен, която впоследствие завършва на последното място на финала. Точното класиране на полуфиналите е обявено след края на финалната вечер на конкурса.